# 血の法典
血の法典（ちのほうてん、Bloody Code）は西暦1400年から19世紀初頭までのイギリスにおける法制と刑罰体系とを後年において参照する言葉。当時は血の法典とは呼ばれていなかったが数多くの刑が死罪であったため、後世に Bloody Code と呼ばれることになった。

## 概要
当時の法制がこのように厳しいものであったのは多くの理由がある。第一に、この法は金持ちが作ったため彼らの利益が保護されるようになっている。例えば、金、財産に対するいかなる行動も死罪になるようになっている。第二に、多くの犯罪で死罪になるので犯罪が少なくなると考えられ抑止力となるよう厳しくなっている。
1660年以降、死罪になる罪名は50から、1776年には4倍になり、18世紀の終わりには220と増加した。このとき死罪になる犯罪は、5シリング以上の価値のあるものの窃盗もしくは馬または羊の窃盗もしくは放火反逆または殺人の脅迫状が含まれた。死罪となる犯罪が増えたが18世紀には絞首刑の数は減ったと推定される。1827年の刑法廃止法（Criminal Statutes Repeal Act 1827）によって1217年から1826年までの全ての財産への侵害行為の刑法が廃止され新しい法制度である財産への悪意ある侵害法（Malicious Injuries to Property Act 1827）の新設により完全に廃止された。
1808年に「スリ」が死罪から外された。その後1820年代から30年代に多くのものが外された。判事と陪審員は刑があまりにも重いとみなし、有罪判決を減らし判事も多くの場合に盗品の価値を低く見積もり死罪にならないようにした。立法者は抑止力を期待していたので刑は厳しくなくなり、死刑のかわりに過酷な環境の懲役刑が考えられ、移民政策としての流刑が多くなった。
当初はアメリカへ監獄船で移送されていたが、アメリカ合衆国が独立した後には受刑者はオーストラリアへ流された。1788年から1867までには受刑者の約3分の1がオーストラリアとヴァン・ディーメンズ・ランド（今のタスマニア）へ流された。陸軍に入隊することで流刑を逃れる犯罪者もいた。

## 緩和
19世紀半ばから、法律から死刑に関する項目が減り始め、1998年には死刑が完全廃止された。以下に死刑廃止までに残った法律を示す。
- 殺人、1969年にイングランド、ウェールズ、スコットランド、197年に北アイルランドが死刑廃止
- 王立造船所への放火（en:Arson in royal dockyards）1971年に死刑廃止
- スパイ活動 1981年
- 海賊活動、反逆罪、6件の軍事犯罪 1998年